# Bevinahalli, Hosadurga
Bevinahalli là một làng thuộc tehsil Hosadurga, huyện Chitradurga, bang Karnataka, Ấn Độ.